# 无条件的拣选
无条件的拣选（Unconditional election），是喀爾文主義《預選說》的主張的第二点，喀爾文認為，基于《圣经》，上帝耶和華在创世之後，根据自己的旨意，已經拣选了一部分注定得救的天選之人，另一部分人則會沉淪。
得救者一定是因信稱義，更是非常有可能是個善心的人，時常行善做功德；但這都不是上帝揀選此人的原因；天意幽微，上帝拣选得救者，並不設有任何条件，純粹出於天意，是一種隱密的預定，不是因為該人的行善，也並非打算該人將要稱義，而都是神的設計。《比利时信条》、《多特信经》、《西敏信条》都阐述这样的教义。